# 宋璋
宋璋，辽朝官员。
太平五年（1025年）官至银青崇禄大夫、检校司徒、使持节儒州诸军事、儒州刺史兼御史大夫、上柱国、广平县开国男、食邑三百户。撰写新仓广济寺佛殿纪。广济寺由武清僧人弘演主持，他委托門人道广扩大寺庙规模，头陀义弘、琅琊王文袭等人大开法会。宋璋将此事纪录刻铭。